# 納府解說者
《納府解說者》是美國伊利諾州的一份報紙，只有在1844年6月7日出版過一期。這份報紙是由後期聖徒運動和（耶穌基督後期聖徒教會）的創始人Joseph Smith, Jr.（小斯密約瑟）身邊的同工們，在離開他後創辦的。
。

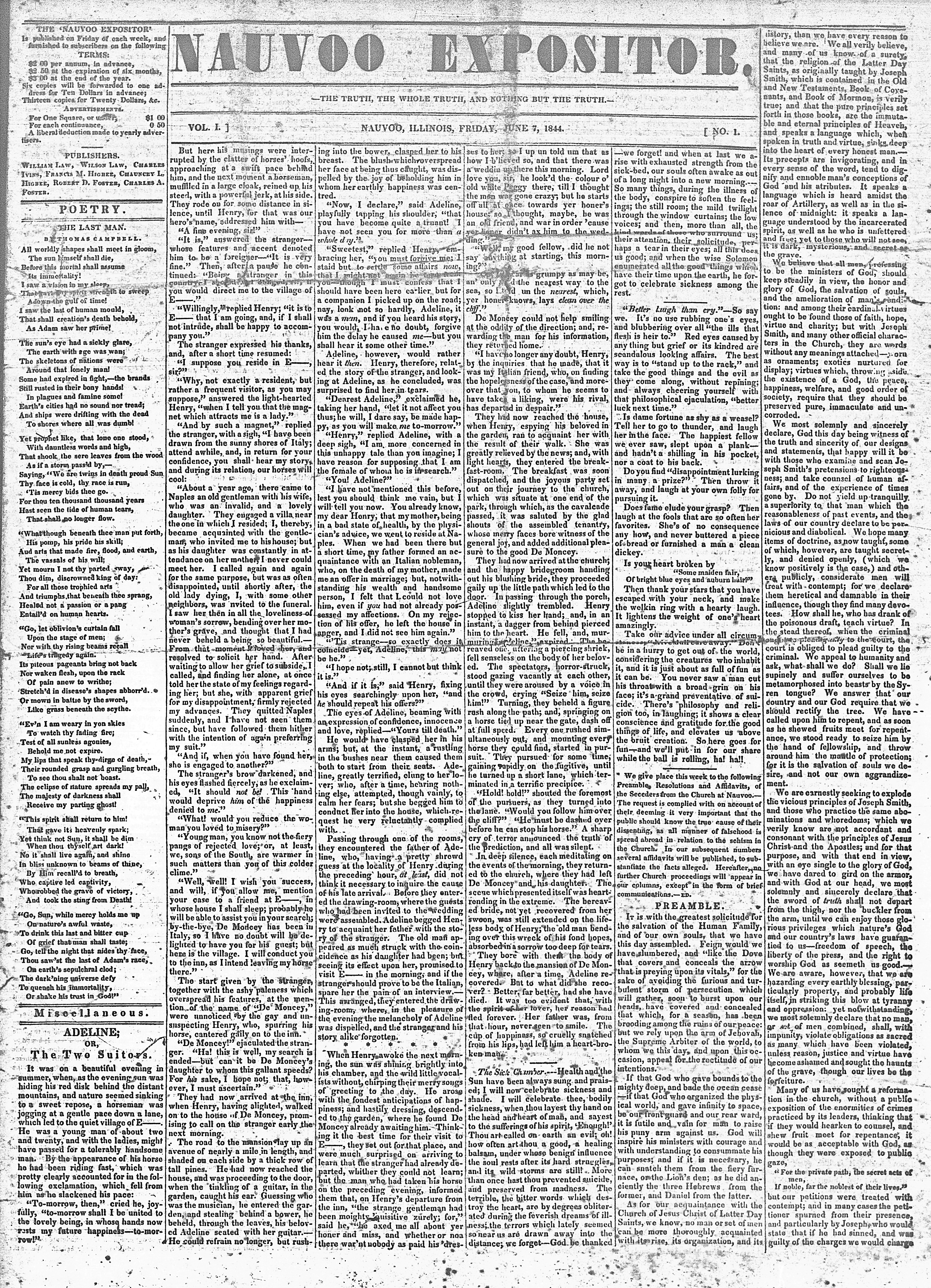
《納府解說者》的頭版

《納府解說者》這唯一一刊的大部分內容是在批評當時任伊利諾州納府市長的斯密約瑟。在協商兩天之後，斯密約瑟讓納府市議會在1844年6月10日通過了決議聲稱該報紙是 Public Nuisance（公共騷擾妨害），並下令摧毀該報紙的印刷廠。該市警長隨即於晚間執行這項命令。這個行動產生了極大的騷動，並後來導致斯密約瑟於伊利諾州卡太基的監獄被合法監禁時被地方民兵團非法暴動衝入監獄將之謀殺。
此報紙批評斯密約瑟的論點主要有三點。壹、認為斯密約瑟原來是個真正的先知，但是現在卻成為墮落的先知，因為他教導多重婚姻、高陞、以及其他具爭議性的教義；
貳、認為斯密約瑟身兼教會會長和納府的市長擁有太大的權力，並且斯密約瑟有要創造一個神權政權的意圖。見 Council of Fifty和 Theodemocracy)；參、相信斯密約瑟以威逼強迫和教導年輕婦女關於多重婚姻的教導玷汙年輕婦女。
納府憲章賦予了納府市議會在納府市轄區裡面等同於伊利諾州立法部門的權力。納府市議會可以通過對保障納府市民法治和福祉的規章。斯密約瑟和市議會以兩天的時間辯論和討論這件事情。在考慮傳統英國法後，市議會通過認定該報社是個妨害並責成納府市市長斯密約瑟下令摧毀報紙和印刷社。
一些評論者認為關於摧毀報社這件事與違反美國言論自由的立國精神，但是在這個論點上的討論通常聚焦在市議會的這個行政命令在當時的認定是否完全合法上。不論這項市議會的命令是否完全合法，歷史學家們都同意摧毀報社這件事讓當時的摩門教社群以及週邊大眾之間的衝突急遽加溫，最終導致斯密約瑟被暗殺身亡。

## 創辦原由以及被摧毀的原因
《納府解說者》是由 William Law 和另外六個人創辦的。他原來與斯密約瑟親密共事，是摩門教會總會會長團之一。在與斯密約瑟親密共事期間，William Law  從原本不相信到開始相信斯密約瑟確實數次向他的妻子 Jane Law 提婚，要 Jane 做斯密約瑟一夫多妻（多配偶制）的妻子。William Law 說當他詢問他的妻子，她告訴他說斯密約瑟『asked her to give him half her love; she was at liberty to keep the other half for her husband.（向她要求給他她一半的愛，而她可以保留另一半給她的丈夫）』。一些歷史學者也結論說斯密約瑟當時也計劃要求他自己的妻子斯密愛瑪與 William Law 進入類似的一夫多妻（多配偶制）關係，但是有啟示不要繼續。這件事的結果讓 William Law 不再信任斯密約瑟，遠離斯密約瑟並離開摩門教會。《納府解說者》原本就計畫是一份爆料當時摩門教會裡面 Law 所反對的事。
《納府解說者》被宣告為公共妨害的部分原因歸咎於，如果它的內容立即公諸於大眾的話，會迅速二極化納府的摩門教和非摩門教居民，進而可能導致群眾騷動和暴力事件。而數年前摩門教群眾已經在密蘇里州經歷過類似的事件。在報社被摧毀的四天以後，斯密約瑟寫信給納府所在的伊利諾州的州長 Thomas Ford 一封信，信裡面表達了市議會對該報作者和該報內容的看法：

在調查的過程當中，這讓市議會很清楚有憑據地相信這報社的業主是一群沒有原則、沒有法律、浪蕩子、虛偽的人、贗品製造者、賭徒和破壞和平者，並且這些所指的業主的大計畫是，要摧毀我們的憲法權利和特許權利；是要推翻社會上所有又好又完全的律例；要強化他們自己來與市政當局作對；要鞏固他們自己來與我也是一名會友的教會作對，並要摧毀我們的宗教信仰的基本權利，以誹謗、讒言、謊言、偽證、並且懲戒沒錯的來達成他們如地獄般的目的。並所指的報紙本身是最墨深的誹謗，且是容易令人受傷的誹謗的載具，——傾向敗壞道德和破壞和平、安靜和整個社區的歡樂，尤其是對針對於納府市的。

就算是市長的宣告和命令事後得到了市議會的追溯認可，這還是需要過得了納府市憲章的要求，也就是說，新的法令必須以一定公開的方式宣佈，並且公佈後至少要等30天才能生效。從報社當天就被摧毀的事實來看，斯密約瑟的命令在納府市憲章下並不合法。

## 註腳
1. ↑  見《History of the Church of Jesus Christ of Latter-day Saints（耶穌基督後期聖徒教會歷史）》 （页面存档备份，存于）卷5第430-432頁，（1912年版），此書即摩門教官方教會史，時常簡稱《教會史》或《教會歷史》。該市議會於6月8日和6月10日召開來討論此報紙。
2. 1 2  見摩門教官方《教會史》 （页面存档备份，存于）卷6第423頁，（
1912年版），斯密約瑟說：『"The Council passed an ordinance declaring the Nauvoo Expositor a nuisance, and also issued an order to me to abate the said nuisance. I immediately ordered the Marshall to destroy it without delay.（議會通過一項條令宣告《納府解說者》是個騷擾妨害，並命令我消除這所指的騷擾妨害。我立刻命令警長毫不遲疑地將它消滅。）』
3. 1 2  《Polygamy, Persecution And Power（一夫多妻、迫害和權力）》 （页面存档备份，存于），《鹽湖城論壇》報，1996年6月16日，第16-17段。
4. ↑  摩門教《教義和聖約》第132章51節：『我實在對你說：我賜一條誡命給我的女僕，斯密愛瑪，你的妻子，我已把她賜給你，她要抑制她自己，不要享用我命令你貢獻給她的事物；因為，我這樣做，主說，如同我對亞伯拉罕所作的那樣，以證實你們兩人，這樣我才能藉聖約和犧牲在你們手中要求奉獻。』
5. ↑  原文：『In the investigation it appeared evident to the council that the proprietors were a set of unprincipled men, lawless, debouchees, counterfeiters, Bogus Makers, gamblers, peace disturbers, and that the grand object of said proprietors was to destroy our constitutional rights and chartered privileges; to overthrow all good and wholesome regulations in society; to strengthen themselves against the municipality; to fortify themselves against the church of which I am a member, and destroy all our religious rights and privileges, by libels, slanders, falsehoods, perjury & sticking at no corruption to accomplish their hellish purposes. and that said paper of itself was libelous of the deepest dye, and very injurious as a vehicle of defamation,—tending to corrupt the morals, and disturb the peace, tranquillity and happiness of the whole community, and especially that of Nauvoo.』。見《Letter from Joseph Smith to Thomas Ford (14 June 1844)》